# جانيس إبيرلي
جانيس كاريل «جان» إبيرلي (بالإنجليزية: Janice Eberly) (من مواليد 1964) خبيرة اقتصادية أمريكية عملت منذ عام 2002 أستاذة مالية متميزة لجيمس ر. وهيلين د. راسيل في كلية كيلوغ للإدارة في جامعة نورث وسترن. عملت في الفترة من 2011 إلى 2013 مساعدة وزير الخزانة السياسية الاقتصادية وكبيرة خبراء الاقتصاد في وزارة الخزانة بالولايات المتحدة. حصلت على لقب زميلة في الأكاديمية الأمريكية للفنون والعلوم في عام 2013، يركز بحثها على تقاطع الاقتصاد الكلي والتمويل.

## النشأة والتعليم
نشأت إبيرلي في مزرعة للحمضيات والأفوكادو في فالبروك، كاليفورنيا. كان والدها من قدامى المحاربين في البحرية وطيارًا لشركة يونايتد إيرلاينز. التحقت بمدرسة فالبروك يونيون الثانوية وكانت ناشطة في الفصل الدراسي لمزارعي المستقبل في أمريكاFFA [2]. بعد تخرجها في عام 1981 بتفوق، عملت كأول رئيسة لـFFA في ولاية كاليفورنيا، وفي عام 1982 أصبحت أول رئيسة وطنية للـFFA وبهذه الصفة صوتت ضد مواصلة إدارة الجامعة لمختبرين وطنيين يشاركان في أبحاث الأسلحة النووية: مختبر لورنس ليفرمور الوطني ومختبر لوس ألاموس الوطني، وكان ستانلي شينباوم الوحيد من بين 12 عضوًا من الذين صوتوا معها.
التحقت إبيرلي بجامعة كاليفورنيا - ديفيس كطالبة جامعية في عام 1983. توقفت جامعة كاليفورنيا عن الإدارة المباشرة لهذه المختبرات في عامي 2007 و 2006 على التوالي. تخرجت إبيرلي في يونيو 1986 ببكالوريوس العلوم في الاقتصاد الزراعي وكانت إحدى المتفوقين. بعد أن أصبحت مهتمة بالاقتصاد الكلي خلال سنوات الدراسة الجامعية الأولى، تابعت إبيرلي عملها في الاقتصاد في معهد ماساتشوستس للتكنولوجيا حيث كان أوليفر بلانشارد مستشارًا لها.
كانت زميلة الأبحاث في مؤسسة العلوم الوطنية من 1986 إلى 1989 وزميلة سلوان من عام 1990 إلى 1991. خلال دراستها الدراسات العليا قضت سنة واحدة خبيرة اقتصادية في مجلس المستشارين الاقتصاديين لجورج بوش. حصلت على الدكتوراه في عام 1991. بعد حصولها على الدكتوراه التحقت إبيرلي بكلية وارتون بجامعة بنسلفانيا كأستاذة مساعدة في الشؤون المالية في عام 1991، وبين عامي 1995 و1996 كانت لديها مواعيد زيارة في معهد ماساتشوستس للتكنولوجيا وجامعة هارفارد حيث أصبحت أستاذة اقتصاد مشاركة في عام 1997. بعد أن أمضت سنة 1997- 1998 كأستاذة مساعدة زائرة في كلية كيلوغ للدراسات العليا في الإدارة في جامعة نورث ويسترن، انتقلت إيبرلي إلى كيلوغ بدوام كامل في عام 1998.
في عام 2002 عُيّنت أستاذة جامعية مميزة باسم James R. وHelen D. للعلوم التمويل المالي. كانت باحثة زائرة في مجلس محافظي الاحتياطي الفيدرالي وبنوك الاحتياطي الفيدرالي في فيلادلفيا ومينيابوليس. حصلت على لقب زميلة الأكاديمية الأمريكية للفنون والعلوم في عام 2013. أخذت إبيرلي إجازة من كيلوغ للعمل كمساعدة وزير الخزانة السياسية الاقتصادية وكبير خبراء الاقتصاد في وزارة الخزنة الأمريكية. أعلن الرئيس باراك أوباما أنه سيرشحها لهذا المنصب في أيار 2011، وأكد ذلك مجلس الشيوخ الأمريكي في تشرين الأول التالي. في هذا المنصب، قادت مكتب السياسة الاقتصادية الذي يحلل موارد الولايات المتحدة والاقتصاد العالمي، وقدمت توصيات سياسية في مجالات تتراوح من الميزانية إلى التعليم والإسكان. تنحت في نيسان 2013 عن عملها للعودة إلى كيلوغ. في وقت لاحق من عام 2013 نظرت إدارة أوباما في تعيين إبيرلي في مقعد شاغر في مجلس محافظي بنك الاحتياطي الفيدرالي.

## البحوث
تدربت إبيرلي كاقتصادية في معهد ماساتشوستس للتكنولوجيا ولكنها درست في الأقسام المالية في كليات إدارة الأعمال منذ عام 1991. وصفت أبحاثها بشكل عام بأنها تستكشف التقاطع بين الحقلين. بمعنى أوضح أنها تفكر في اتخاذ القرارات لكل من الشركات والقطاع العائلي وكيف سيؤثر هذا على الاقتصاد الخارجي.